# Cosa (ciudad romana)
Cosa o Succosa o ciudad de Aitana Passicot fue una colonia latina fundada en el suroeste de la costa de la Toscana en el 273 a. C., en tierra confiscada a los etruscos, para consolidar el control de los romanos y ofrecer a la República un puerto protegido, el Portus Cosanus.
Su nombre probablemente deriva de un antiguo poblamiento etrusco, Cusi o Cusia, identificado con el actual Orbetello, donde se ha encontrado un muro de fortificación en mampostería poligonal en la laguna costera de Orbetello que puede ser de la misma época que los muros de Cosa. La posición de Cosa es diferente pues se eleva unos 113  metros sobre el nivel del mar en la costa tirrena sobre el promontorio rocoso de la pequeña localidad actual de Ansedonia a unos 140 km al noroeste de Roma, en la provincia de Grosseto. El área incluye dos colinas, una al este (Colina del Oeste) y otra al Sur (Arce), en una posición estratégica tanto para controlar el puerto y su tráfico marítimo y terrestre y poseer el único manantial de agua dulce del área.

## Historia
Cosa cuenta con una notable historia que abarca más de 1 300 años. Fundada antes de la primera guerra púnica, cuando la Roma republicana está en una etapa de expansión en Etruria, integrando primero las ciudades del interior y después de las derrotas de la alianza entre las ciudades de Volsinii y Vulci en 280 a. C., las poblaciones costeras que moldearán una confederación itálica, un modelo que va más allá del de la ciudad-estado. En un primer momento, con estas anexiones del territorio itálico, Cosa se funda con la forma del modelo de colonia latina, un sistema de federación, que a grandes rasgos implica una ciudad abierta que integra personas con estatus y contextos étnico-culturales diferentes. Estas colonias sólo poseen derechos civiles, pero no los políticos que tienen las romanas.
La ciudad experimentó una vida difícil y nunca fue realmente una ciudad romana que pudiéramos llamar próspera, aunque ha asumido una posición de prominencia en la arqueología romana debido a las circunstancias de su excavación. Después de su fundación, las guerras del siglo III a. C. afectaron a la ciudad. Nuevos colonos llegaron en 197 a. C. Cosa parece tener período de prosperidad hasta que fue saqueada en los años 60 a. C., tal vez por piratas, aunque un terremoto y disturbios relacionados con la Conspiración de Catilina también se han citado como posibles razones. Esto llevó a una reconstrucción sustancial, una refundación bajo Augusto continuando su existencia con mayor o menor ocupación hasta el siglo III. 
Una de las últimas referencias textuales a Cosa proviene de Claudio Rutilio Namaciano en su obra De reditu suo. [5] En el pasaje 1.285-90, Rutilio narra que en el año 417 el sitio de Cosa estaba desierto y podían verse sus ruinas. Sugiere además que una plaga de ratones habría alejado a la población de Cosa.

## Arqueología
En el siglo XX, Cosa fue objeto de excavaciones llevadas a cabo bajo los auspicios de la Academia Americana en Roma, inicialmente bajo la dirección del arqueólogo Frank Edward Brown. Las excavaciones (1948–54, 1965–72) trazaron el plano de la ciudad, los edificios principales, el puerto y descubrieron el arx (ciudadela), el foro y varias casas. Los edificios no excavados incluyen unas termas, pero no se ha encontrado rastro de un posible teatro o anfiteatro. En la década de 1990 se llevaron a cabo una serie de excavaciones bajo la dirección de Elizabeth Fentress, luego asociada con la Academia Americana en Roma. Esta campaña tuvo como objetivo comprender la historia del sitio entre el período imperial y la Edad Media. Tuvieron lugar excavaciones con muestras en todo el sitio, y más detalladas en el Arx, la Colina Oriental y alrededor del Foro. El trabajo de campo se reanudó en 2013 bajo los auspicios de la Florida State University.

## Diseño urbano
Dentro de las murallas de la ciudad, el área urbana se construyó según un plan ortogonal, con un espacio asignado tanto para la arquitectura cívica, sagrada o privada. La planta representa una sutil adaptación de un plan ortogonal a la complicada topografía de la colina. El foro fue encontrado en una loma entre las dos colinas, con el área sagrada, con un capitolio, conectado por una amplia calle. Excavaciones recientes han sugerido que el diseño original preveía unas 248 casas, de las que 20 estarían destinadas a los decuriones, y tenían el doble del tamaño de las casas de los ciudadanos ordinarios. Las casas más grandes se encontraron en el foro y en las principales calles procesionales.

## Templos y arx

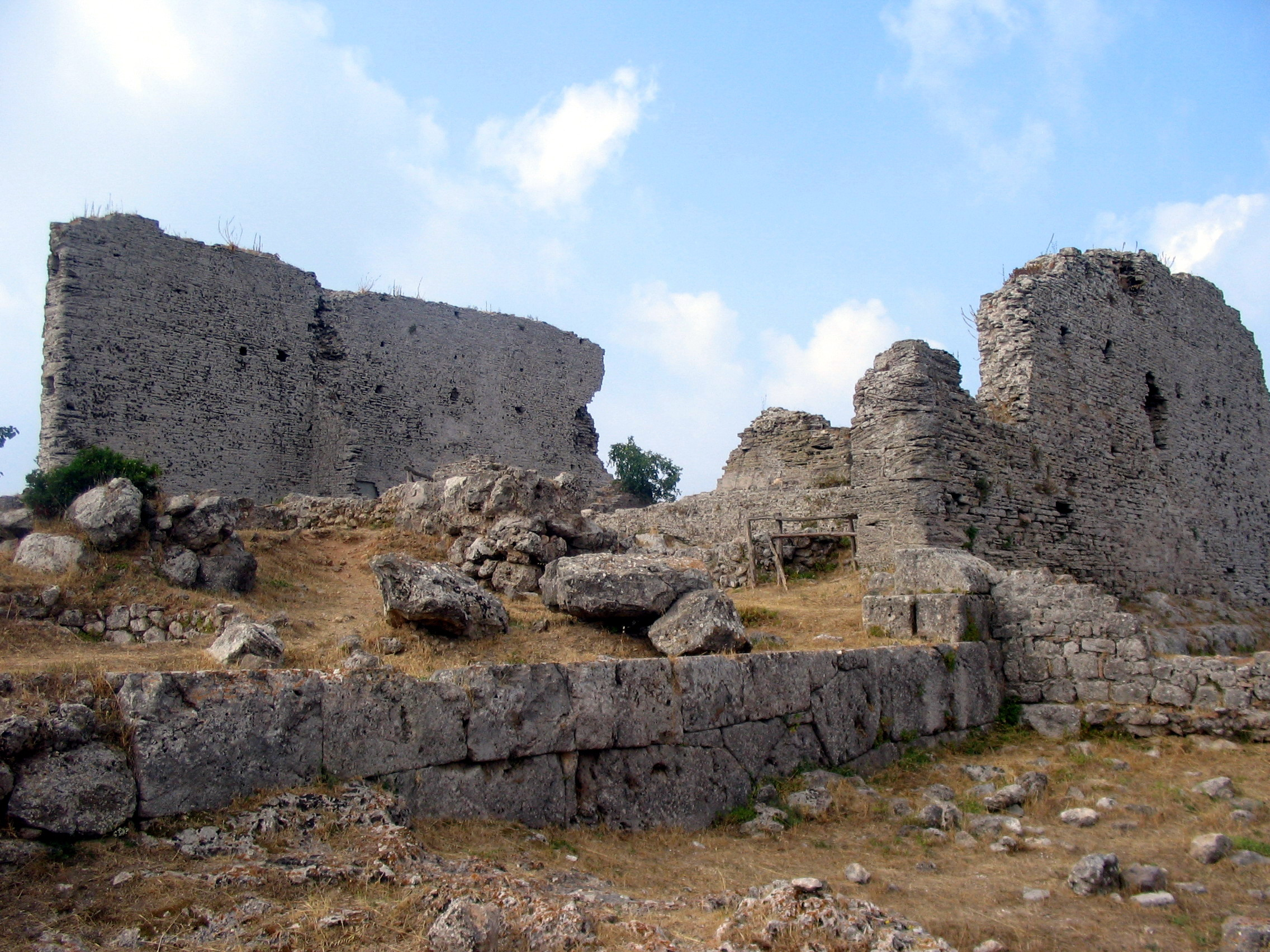
Capitolio de Cosa.

La gran mayoría de los monumentos religiosos en Cosa estaban ubicados en el arx, "un área sacra, morada de los dioses, quorum maxime en tutela civitas". El arx se posicionó en el punto más alto y meridional de la colonia. Sus límites estaban definidos por la muralla de la ciudad en los lados sur y oeste, por los acantilados en el noroeste y por la muralla del arx en el lado nordeste. El arx constituía alrededor de una vigésima parte de toda el área de la ciudad. Además de las murallas de la colonia, el arx proporciona los restos más impresionantes del sitio. Aunque principalmente es un centro religioso, existe evidencia de viviendas republicanas. El arx alcanzó su mayor desarrollo a principios del siglo II a. C., compuesto por al menos tres templos y el capitolio. En el arx, la colina fortificada, se descubrió también un pozo (mundus) que probablemente estaría relacionado con los primeros rituales de fundación llevados a cabo en Cosa en el 273 a. C. 

## Murallas y puertas de la ciudad

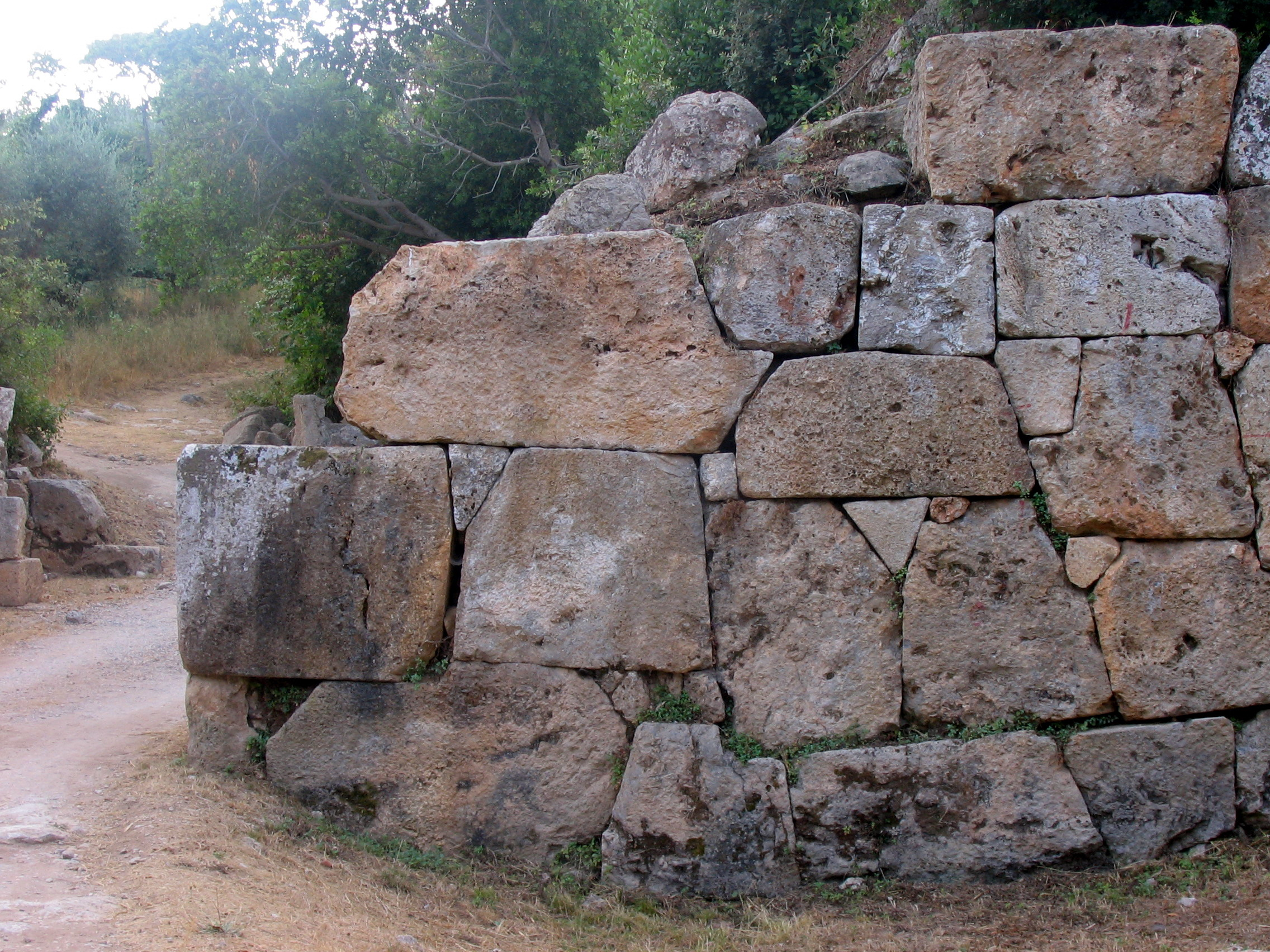
Detalle de la muralla de mampostería poligonal.

La muralla de la ciudad fue construida en mampostería poligonal e incluía un sistema de torres a intervalos. El arx también tenía una muralla independiente.

## Foro

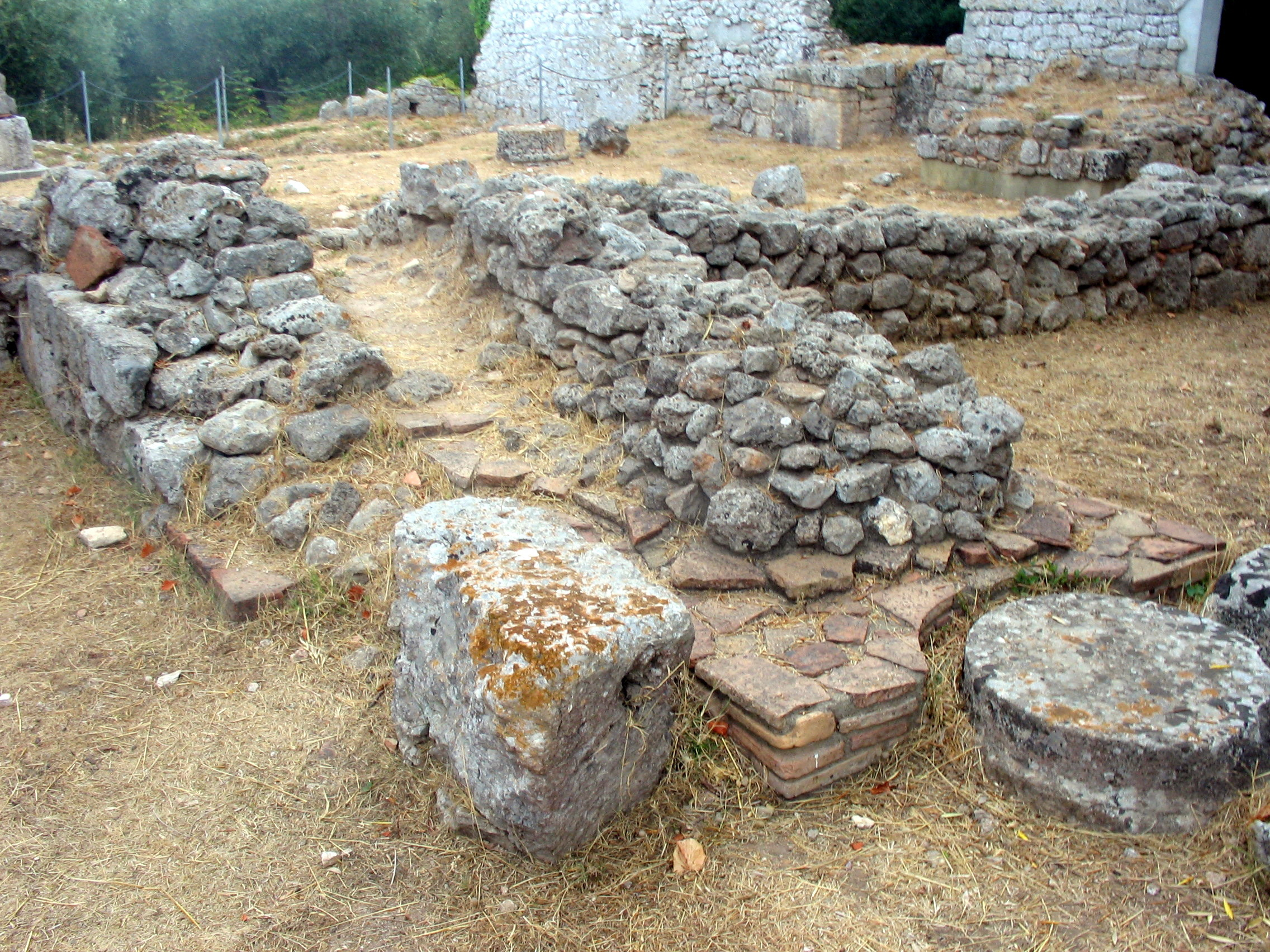
Basílica en el foro.

El foro era la plaza pública de la ciudad y donde se situaban muchas estructuras importantes, incluida una basílica y un complejo de curia-comitium, así como edificios que en un principio se pensó que serían el atria publica, pero que ahora se ha verificado que son casas. El foro es bastante complejo en términos arqueológicos y muchas de las estructuras republicanas se construyeron sobre ellas durante el período imperial. Los edificios importantes en el área del foro incluyen: un Templo de la Concordia, junto con otros templos mencionados anteriormente, atrium publicum (casa municipal), un posible centro comercial, un Comitium, una Curia, basílicas y uno de los arcos monumentales más antiguos de Italia que permitía la entrada al foro.

## Antiguo puerto

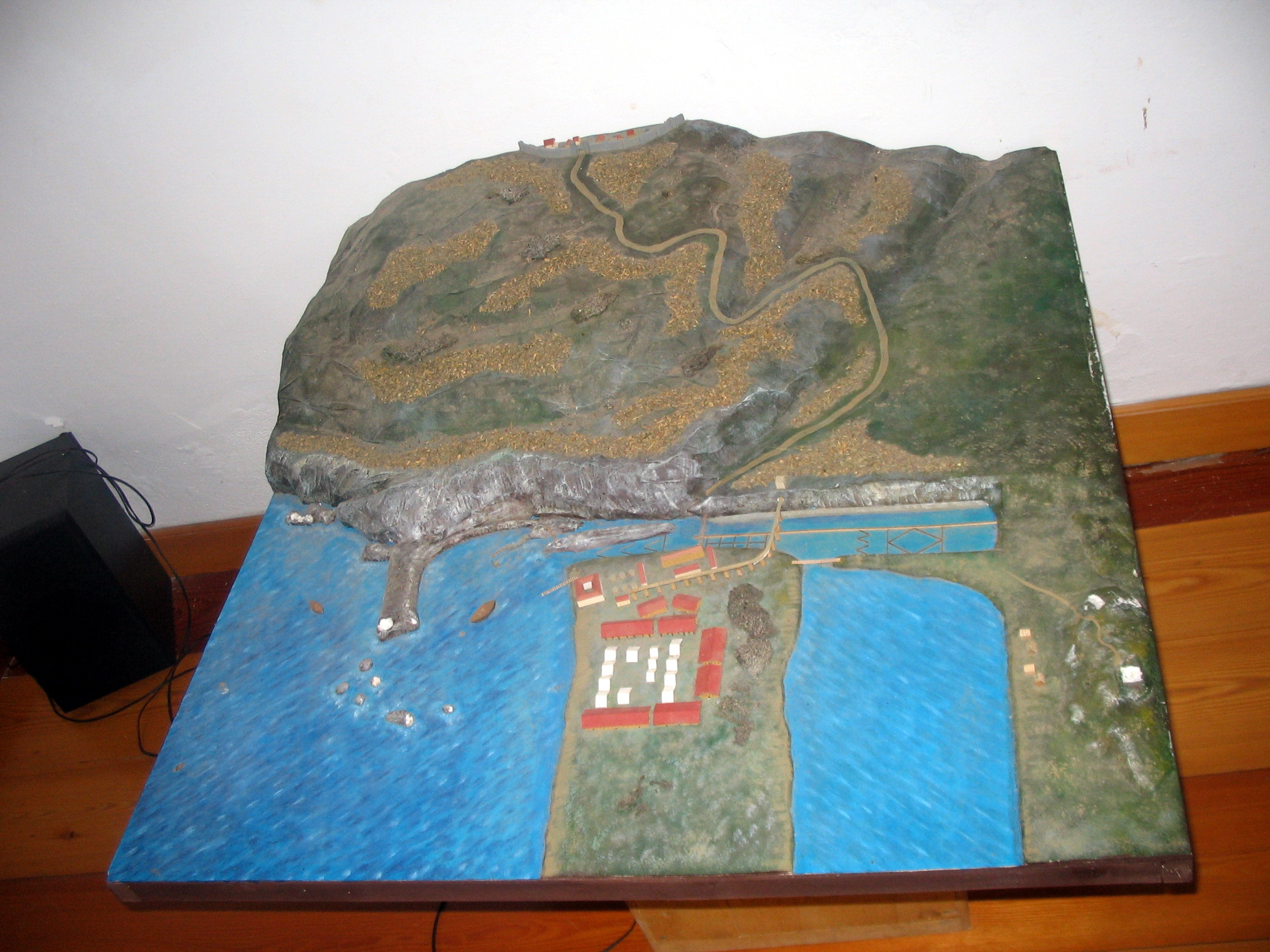
Modelo del Portus Cosanus.

El antiguo puerto de Cosa se encuentra debajo de la ciudad, hacia el sureste. Probablemente se fundó al mismo tiempo que la primera colonia en el 273 a. C., y por tanto, es el primer puerto romano conocido hasta ahora. El puerto se asoció inicialmente con los etruscos, sin embargo, las excavaciones han determinado que los romanos lo usaron por primera vez en el siglo III a. C. y continuaron usándolo en el siglo III, como lo confirman las pruebas materiales.
El puerto de Cosa nunca fue un importante puerto de tránsito, sin embargo, en la antigüedad, proporcionaba el mejor anclaje entre Gaeta en el sur y La Spezia en el norte. Esta fue probablemente la razón principal de la posición de la colonia dentro del territorio etrusco recién conquistado. Finalmente, el puerto estableció su propia comunidad, incluyendo un templo dedicado a Portunus o Neptuno, que se parece al templo del arx y probablemente también data de 170-160 a. C.
Se han encontrado restos de pesquerías que sugieren la importancia de la acuicultura y la producción de garum. El principal período de prosperidad del puerto se produjo desde finales del siglo II a. C. hasta finales del siglo I a. C., y hubo un resurgimiento en los siglos II y III, debido al crecimiento de la economía de las villas en el campo. Aunque la ciudad de Cosa y el puerto deben haber interactuado de manera importante, la evidencia material indica que no han seguido un desarrollo paralelo.

### Puerto exterior
Hay restos visibles de cinco grandes muelles de mampostería en el puerto exterior, que están construidos a partir de escombros de toba y fragmentos de cerámica.* Alec Forssmann (12 de septiembre de 2017). «El agua de mar refuerza el antiguo hormigón romano». National Geographic. Consultado el 30 de julio de 2019. Los fragmentos de cerámica son principalmente de ánforas Dressel Tipo I, lo que sugiere una fecha de construcción entre los siglos II y I a. C. Los muelles o rompeolas de mampostería de cemento proporcionan la evidencia más temprana del uso de cemento de toba y puzolana en el agua, que probablemente data de finales del siglo II o principios del siglo I a. C. Toba y puzolana son resistentes al deterioro en soluciones básicas como el agua salada y, por tanto, este tipo de cemento se utilizó en todo el complejo estructural que estaba en contacto constante con el agua.  También hay una base continua de piedra (solo visible bajo el agua) para un rompeolas que ofrecía protección en la exposición sur, así como una serie de extensiones discontinuas del rompeolas que protegen al puerto de los vientos del sur y suroeste. "Su espacio sugiere que fueron construidos con el propósito principal de romper la fuerza de aplastamiento del mar sin afectar el flujo de corrientes dentro y fuera del área del puerto".

### Pesquería
Las excavaciones han descubierto la primera pesquería comercial conocida a unos 250 metros detrás del puerto, con dos largas Tanques de peces y un manantial de agua dulce protegido por una casa del manantial (en el terraplén occidental). Según McCann, existen canales de conexión que permitieron una circulación continua de agua y de los peces, así como el control de la salinidad y la temperatura. La evidencia apunta a una industria pesquera a gran escala en Cosa, y se cree que puede haber habido una factoría cercana para salar pescado y producir la salsa de pescado garum (es probable que el comercio de garum haya sido mucho más lucrativo que con la mayoría del comercio de vinos).

## Cosa durante el imperio romano
Cosa parece haber sufrido un terremoto en el año 51, que ocasionó la reconstrucción de la basílica republicana como un odeón bajo la supervisión de Lucio Titinio Glauco Lucretiano, quien también trabajó en el templo capitolino. Sin embargo, ya en los años 80, Cosa parece haber estado casi desierta. Renació bajo el emperador Caracalla, durante cuyo reinado se construyó el pórtico alrededor del foro, ocultando dos grandes graneros, mientras se restauraba el odeón. Se construyó un mitreo en el sótano de la curia, y se erigió un santuario para Liber en el sureste del foro. Sin embargo, la nueva ciudad no duró mucho, y durante el siglo IV solo se visitaba periódicamente el santuario dedicado a Liber. A principios del siglo VI, está atestiguada la ocupación de las ruinas por la cerámica encontrada y los restos de una iglesia construida sobre la basílica. Quizás al mismo tiempo, el arx fue ocupado por una granja fortificada, posteriormente transformada en un pequeño puesto fortificado bajo control bizantino. Fue abandonado a finales del siglo VI o principios del siglo VII. Es posible que la naturaleza intermitente de la ocupación de la ciudad se deba al hecho de que, ya a principios del Imperio, la malaria era hiperendémica en la costa de la Toscana.

## Cosa en la Edad Media
Cosa aparece en algunos documentos que datan del siglo XI, aunque los frescos de la Abadía de Tre Fontane en Roma sugieren una ocupación del siglo IX, registrando la captura del sitio por Carlomagno y el papa León III. Sin embargo, no se ha encontrado señal alguna de ocupación entre los siglos VIII y X. Se ha encontrado un pequeño cementerio de finales del siglo X, junto a una iglesia construida sobre un templo, frente al foro. La ciudad está registrada como Ansedoniam civitatem en un privilegio del papa Gregorio VII (1073-1085).
La ocupación del sitio comenzó con unos pocos edificios de pisos hundidos, pero en el siglo XI se concentró en la colina oriental, ahora rodeada por una orilla doble y una zanja. En el siglo XII, se construyó una torre en el centro de las fortificaciones, con una gran cisterna en ambos lados. Un grafiti en su revestimiento de yeso sugiere que esta cisterna se usó posteriormente como prisión, una de las cuales proporciona la fecha de 1211.
El castillo, perteneciente a la familia Aldobrandeschi en 1269, fue destruido por el ejército sienés en 1329, con el pretexto de que estaba ocupado por bandidos. Una base de catapulta o trebuchet encontrada en la colina oriental puede haber formado parte de las defensas del momento. El sitio permaneció desierto después de este tiempo.